# Female Prisoner Scorpion: 701's Grudge Song
Female Prisoner Scorpion: 701's Grudge Song (女囚さそり　７０１号怨み節) é um filme de drama japonês de 1973 dirigido e escrito por Yasuharu Hasebe. É baseado no Manga Sasori de Tōru Shinohara.
Nami Matsushima é encontrado em uma capela de casamento pela polícia liderada pelo detetive Hirose. Eles a algemam, mas ela é capaz de escapar. Kudo, uma trabalhadora de um clube de sexo, a resgata. Ele é um radical com histórico de problemas com a polícia. Uma das mulheres do programa de sexo, que tentou seduzir Kudo, sem sucesso, encontra as algemas de Nami nas coisas de Kudo e informa a polícia. A polícia prende e espancou Kudo e depois o solta e o segue de volta ao esconderijo de Nami.
Nami é capturado e condenado à morte. Pouco antes de sua execução, Nami pode escapar por um diretor que coopera com a polícia para montar Nami. Nami é levada para uma forca do lado de fora da prisão, onde Hirose planeja enforcá-la. Ela vence Hirose e ele acaba enforcado em vez dela. Nami mata Kudo.

## Elenco
- Meiko Kaji - Nami Matsushima
- Masakazu Tamura - Teruo Kudo
- Toshiyuki Hosokawa - Kodama Takeshi
- Yayoi Watanabe - Midori
- Sanae Nakahara - Akiko
- Akemi Negishi - Minamura